# Sebastiano del Piombo

Retrat d'un home, segons diuen de Cristòfor Colom.

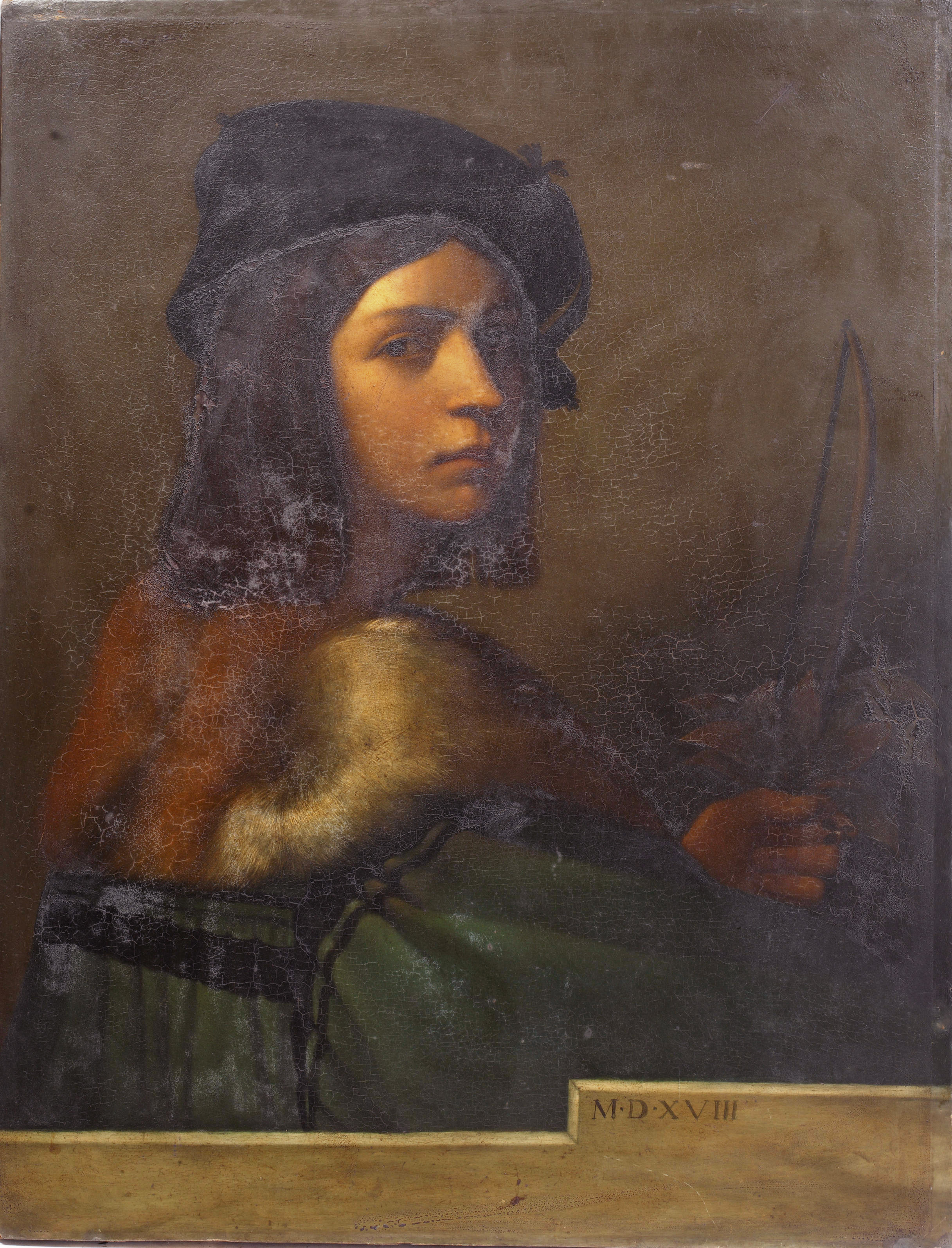
Copia de un autorretrato

Sebastiano Luciani (Venècia, 1485 — Roma, 21 de juny de 1547), més conegut com a Sebastiano del Piombo, per haver ocupat a partir de 1531 el càrrec de responsable dels segells de plom —piombo en italià— del Vaticà. Va ser un pintor italià, protegit per Miquel Àngel i un dels més admirats i influents del Renaixement.
La seua obra representa una síntesi entre el colorit de l'escola veneciana i les figures monumentals característiques de la pintura romana. Es distingeixen tres moments en la seua evolució: una etapa veneciana, on el colorit de les seues obres recorda al dels seus primers mestres, els pintors Giovanni Bellini i Giorgione; un primer període romà, ciutat a què arriba en 1511 gràcies al mecenatge del banquer Agostino Chigi, en el qual assimila l'estil de Rafael i de Miquel Àngel; i un segon període romà, després del Saqueig de Roma l'any 1527, en què la seua pintura es torna més severa i essencial, d'acord amb l'esperit de la Reforma catòlica que es plasmarà posteriorment en les directrius del Concili de Trento.
Piombo va treballar per als homes més poderosos del seu temps —banquers, nobles, ambaixadors, mercaders, papes— I va influir poderosament en altres grans pintors manieristes —Especialment en Bronzino— i també en la pintura espanyola del seu temps. Va destacar pels seus retrats, pintures mitològiques i religioses. Molts dels seus quadres s'exposen als museus més importants del món.

## Biografia
Tal com relata el seu biògraf Giorgio Vasari, Sebastiano va nàixer a Venècia l'any 1485, fill de Luciano Luciani. Segons el mateix Vasari, la primera vocació de Sebastiano va ser la música (cantava i tocava el llaüt), però prompte va sentir curiositat per la pintura i va entrar en contacte amb Giovanni Bellini, i després amb Giorgione, els qui van ser els seus mestres, especialment aquest últim.

### Primeres obres
En el Retrat de dama jove, de Budapest (cap al 1508), a més de les influències de Bellini i Giorgione, s'observa ja la característica que distingirà l'obra de Sebastiano: la contraposició d'elements en la composició, que ací es mostra en els moviments oposats del braç i del cap.
Entre 1508 i 1509 va realitzar els quatre panells de l'orgue de l'església de Sant Bartolomeo de Rialto (Venècia), encarregats per Alvise Ricci, vicari del temple entre 1507 i 1509. En aquesta obra, la crítica ha subratllat la fusió de color i espai de Giorgione i l'exaltació de les formes poderosament construïdes, ja en sintonia amb el primer classicisme toscano-romà; malauradament, els posteriors repintats posteriors i les restauracions amb tendència «giorgionesca» han desnaturalitzat els cridaners i fulgurants colors característics de Sebastiano.
L'any 1510 va pintar la taula Salomé, ara a la National Gallery de Londres.

#### Altar de Sant Joan Crisòstom

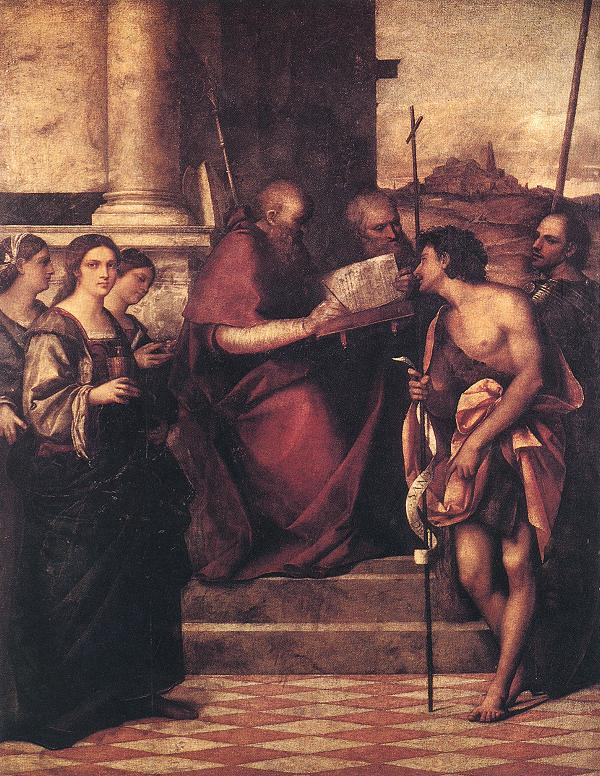
Sacra conversazione, ca 1511, Església de Sant Joan Crisòstom, Venècia.

Entre 1510 i 1511 va realitzar l'Altar de Sant Joan Crisòstom, encarregat per Caterina Contarini Morosini en el seu testament el 13 d'abril de 1509 i que va ser realitzat després de la mort (1510) del seu marit, Nicolò. Els personatges representats en Sacra conversazione són, d'esquerra a dreta, Santa Caterina d'Alexandria, Maria Magdalena, Santa Llúcia, Sant Joan Crisòstom, Sant Nicolau, Joan el Baptista i Sant Liberal. Giorgio Vasari va atribuir aquesta obra a Giorgione, però en la segona edició de la Vida dels millors arquitectes, pintors i escultors italians (1568) va admetre l'equivocació i va restituir la seua paternitat a Sebastiano. Els crítics posteriors, no obstant, no sempre han estat d'acord, i alguns assenyalen que, almenys, el disseny del quadre és de Giorgione; altres asseguren que la composició és totalment estranya a Giorgione, qui mai es va interessar a lligar les figures en composicions harmòniques, en «masses articulades, tancades en la seua complexitat però individualitzades en un moviment potencial» com ací es mostra en la relació contrastada entre els dos sants de la dreta, Joan el Baptista i Liberal. A més, la datació dels testaments dels poderdants (en particular, els de Nicolò, datats entre el 4 i el 18 de maig de 1510), exclouen la intervenció de Giorgione, mort a l'octubre de 1510, un termini de temps massa curt per a realitzar l'obra, ateses les seues dimensions i la lentitud amb què els marmessors solien avançar els diners per a executar aquestes comandes testamentàries.
Segons el parer de Lucco, les novetats que s'aprecien en aquesta obra es troben en la composició: s'evita la visió frontal característica d'aquesta mena d'altars i es presenta a les figures serenes i relaxades, en un paisatge crepuscular: el titular, Crisòstom, està representat desposseït dels seus atributs episcopals, i llegeix tranquil·lament.

#### Els tres filòsofs

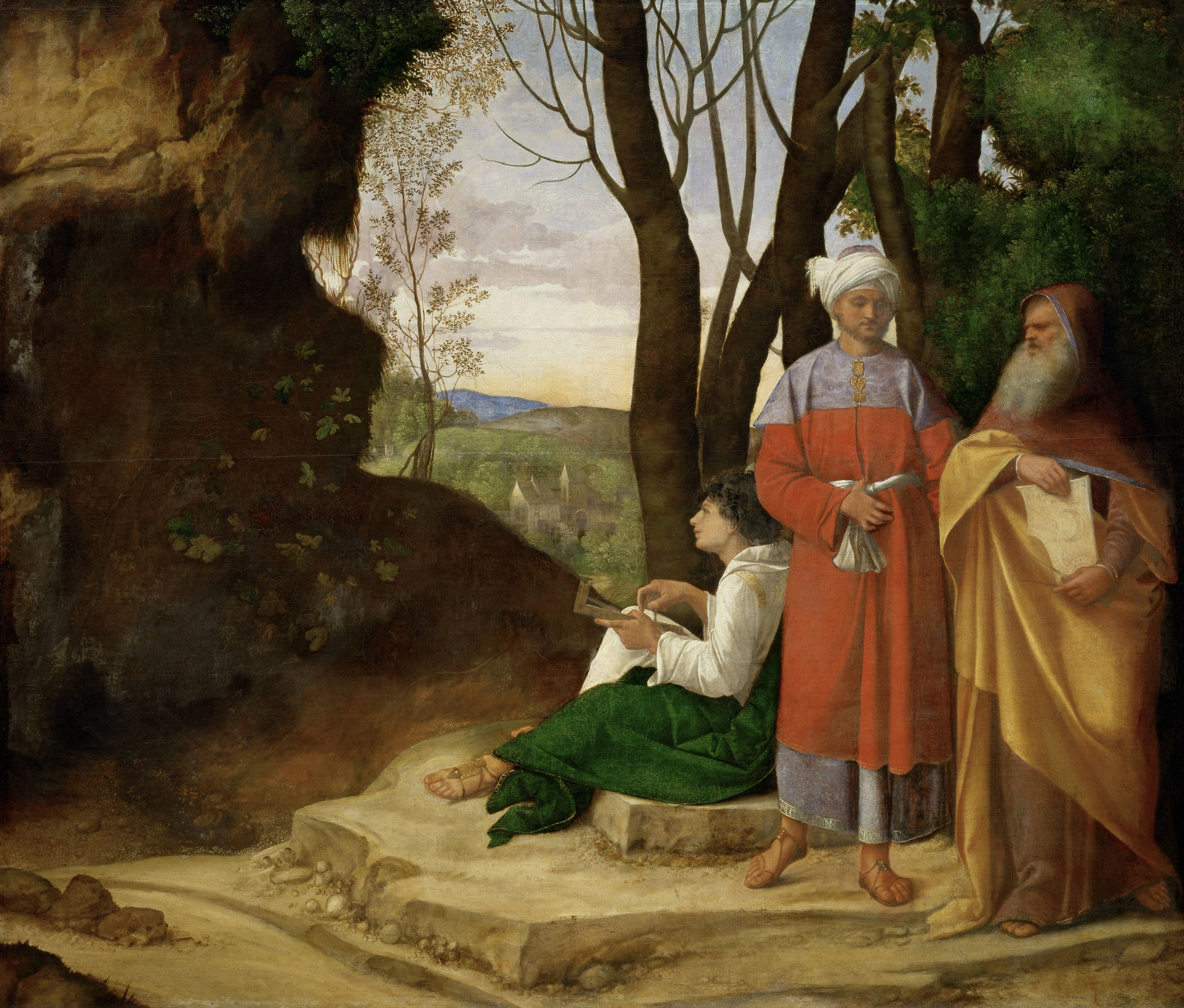
Els tres filòsofs de Giorgione, conclosa per Sebastiano del Piombo. Kunsthistorisches Museum de Viena.

L'última notícia de l'activitat artística veneciana de Sebastiano està documentada per Marcantonio Michiel, que el 1525 anota haver vist en casa del patrici Taddeo Contarini un llenç titulat Els tres filòsofs, començada per Giorgione, però acabat («finita») per Sebastiano.

### Roma (primera època: 1511-1527)
A la primavera de 1511 la seua fama s'havia estès tant que el poderós banquer Agostino Chigi el va invitar a anar a Roma:
| «                                                                           | Complaent-li [a Agostino Chigi] a més de la seua pintura el que sabera tocar tan bé el llaüt i fora dolç i agradable en la conversa. No va ser gran treball portar a Sebastiano a Roma perquè, sabent ell quant aquesta pàtria comuna ha ajudat als grans enginys, va trobar-se més que encantat. | » |
| — Giorgio Vasari, Vides dels millors pintors, escultors i arquitectes, 1568 | |   |

#### Frescos a la Vil·la d'Agostino Chigi (actual Vil·la Farnesina)

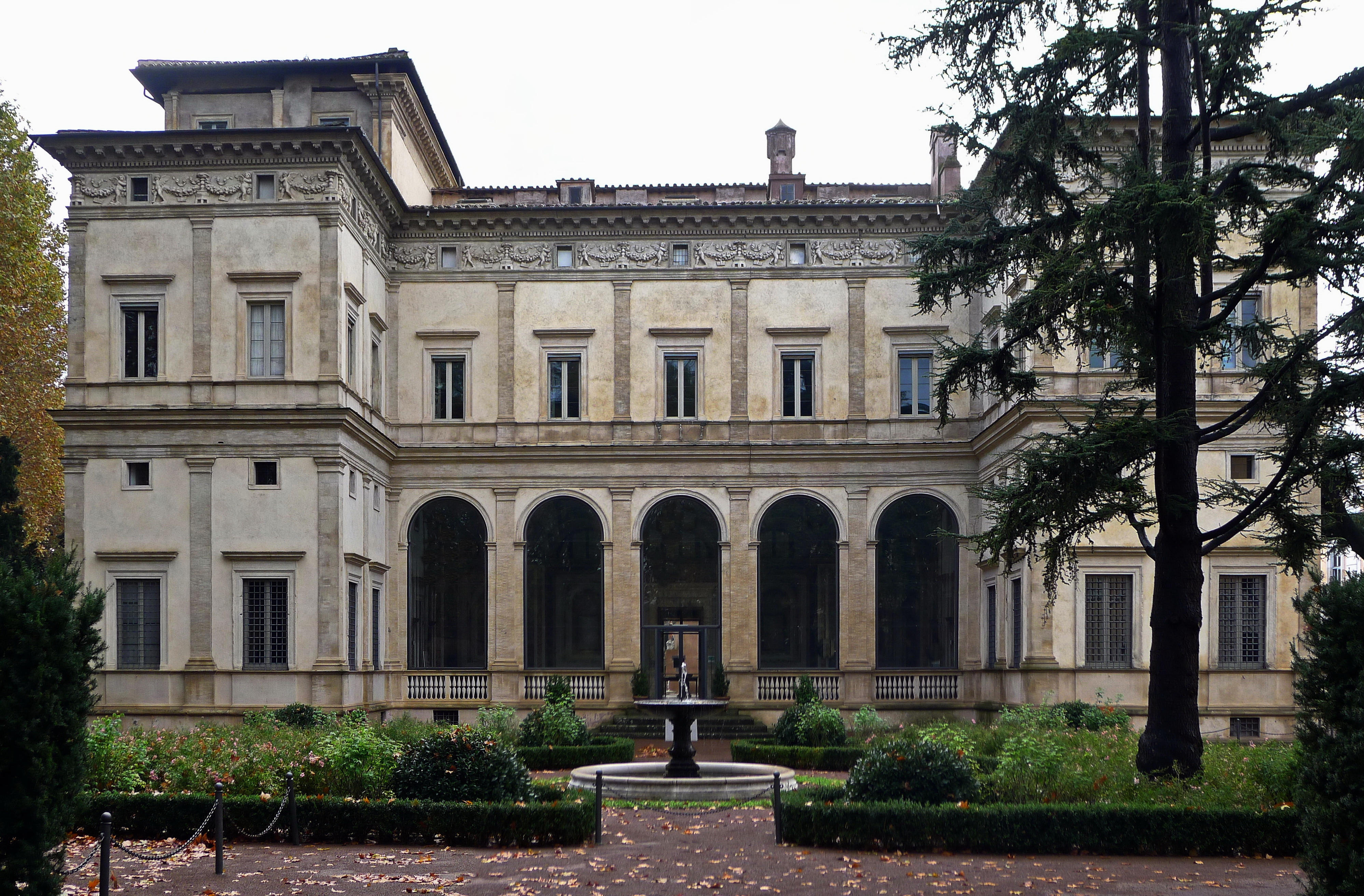
Vil·la Farnesina

El primer encàrrec que va rebre Sebastiano va ser a l'agost de 1511. Agostino Chigi li va encomanar la pintura de diverses llunetes de la volta d'una de les sales —anomenada la Loggia de Galatea— del palau que el banquer posseïa al Trastevere, conegut avui com a Vil·la Farnesina per haver estat posteriorment adquirida pel cardenal Alexandre Farnese. Hi va reproduir episodis mitològics extrets dels Fastos i, sobretot, de Les Metamorfosis d'Ovidi: Tereu persegueix a Filomela i Procne; Aglauros i Herse; Dèdal i Ícar; Juno; Escil·la talla els cabells a Nisos; La caiguda de Faetó; Bòrees rapta a Oritia; Zèfir i Flora; i, finalment, un Cap gegantí. Totes aquestes pintures estaven acabades amb seguretat al gener de 1512; mesos després va afegir un Polifem davall la lluneta de Dèdal i Ícar. En aquesta Lògia de Galatea també van treballar Baldassarre Peruzzi i Rafael.
L'any 1512 va pintar el retrat anomenat Fornarina (Galeria dels Uffizi) i el Retrat del cardenal Ferry Corondolet i el seu secretari Arxivat 2016-03-03 a Wayback Machine. (Museu Thyssen-Bornemisza de Madrid), al qual queda palesa la influència en la presentació dels personatges de Rafael, mentre que el paisatge daurat i les arquitectures són plenament venecianes. El mateix pot dir-se de La mort d'Adonis (Florència, Uffizi), de la mateixa data que els anteriors.

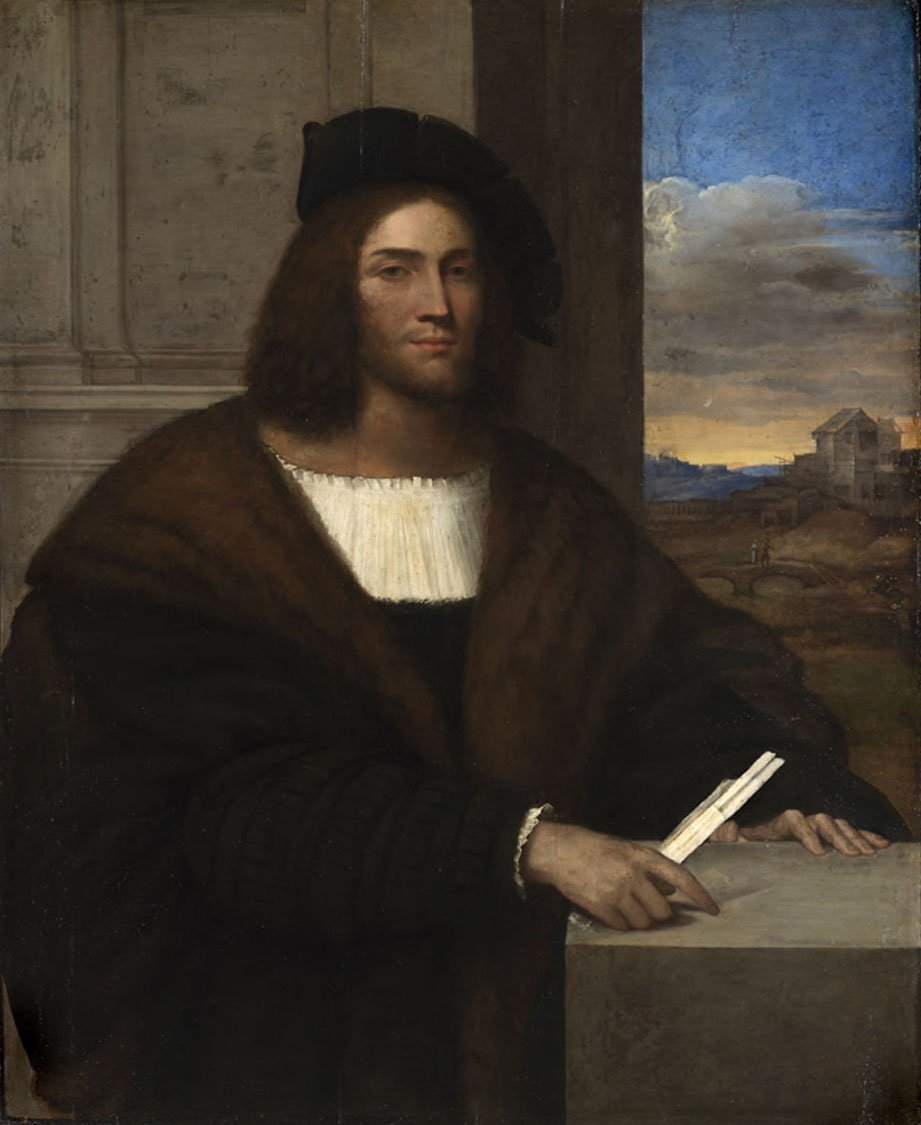
Retrat d'home, ca. 1515, Szépmuvészeti Museum, Budapest.

El Retrat d'home (Szépmuvészeti Museum, Budapest, vers 1515) va ser atribuït a Rafael i, per això, va ser adquirit en 1895 pel museu a canvi d'una enorme suma. S'hi pot apreciar de nou el colorit propi de Sebastiano, la seua síntesi compositiva entre les escoles pictòriques romana i veneciana i la seua tendència a simplificar els detalls en els retrats.

#### Amistat amb Miquel Àngel
Durant els anys de rivalitat entre Rafael i Miquel Àngel: Vasari afirma que Sebastiano apreciava l'obra d'ambdós, tot i que Miquel Àngel se'l va voler guanyar per a la seua causa «perquè molt li agradava el seu colorit i la seua gràcia».

##### Pietatde Viterbo
Ambdós van col·laborar en la Pietat de l'església de Sant Francesc de Viterbo (col·locada a l'altar l'any 1516, avui al Museu Cívic de Viterbo). Segons Vasari, va ser pintada per Sebastiano sobre un dibuix de Miquel Àngel, del qual es conserva algun esbós preparatori. Aquesta obra és considerada l'obra mestra de Sebastiano: despullada, severa, quasi arcaica, «la soledat sense esperança que separa a la Mare petrificada del Fill mort, i ambdós d'un Déu Pare anul·lat per l'audacíssima idea […] de prolongar el moment evangèlic de les tenebres sobre el món més enllà de la mort sobre la creu» (Marco Rosci).

##### Tríptic per a Vich i Vallterra
L'ambaixador espanyol a Roma, el valencià Jeroni Vich i Vallterra, li va encarregar un tríptic l'any 1516, avui dividit. El panell central (Lamentació sobre el cadàver de Crist) es conserva al Museu de l'Ermitage de Sant Petersburg; el lateral dret (Aparició de Crist als apòstols) es dona per desaparegut (es conserva una còpia atribuïda a Francesc Ribalta a Olomuc, República Txeca); el lateral dret (Davallament de Crist al limbe) es conserva en el Museu del Prado de Madrid. Aquesta obra va passar a pertànyer a la corona espanyola perquè el besnet de l'ambaixador, Diego Vich, va pagar amb ella un deute amb el rei Felip IV; Diego Velázquez va portar la pintura al monestir de Sant Llorenç de l'Escorial. L'obra va romandre a la sagristia del monestir fins al seu ingrés en 1839 en la col·lecció del Museu del Prado. Aquest llenç destaca pel seu ús de la llum i pel contrast de clarobscurs, una característica impròpia del seu temps que anuncia el que serà l'estètica caravaggesca.

#### Competició amb Rafael: laResurrecció de Llàtzer

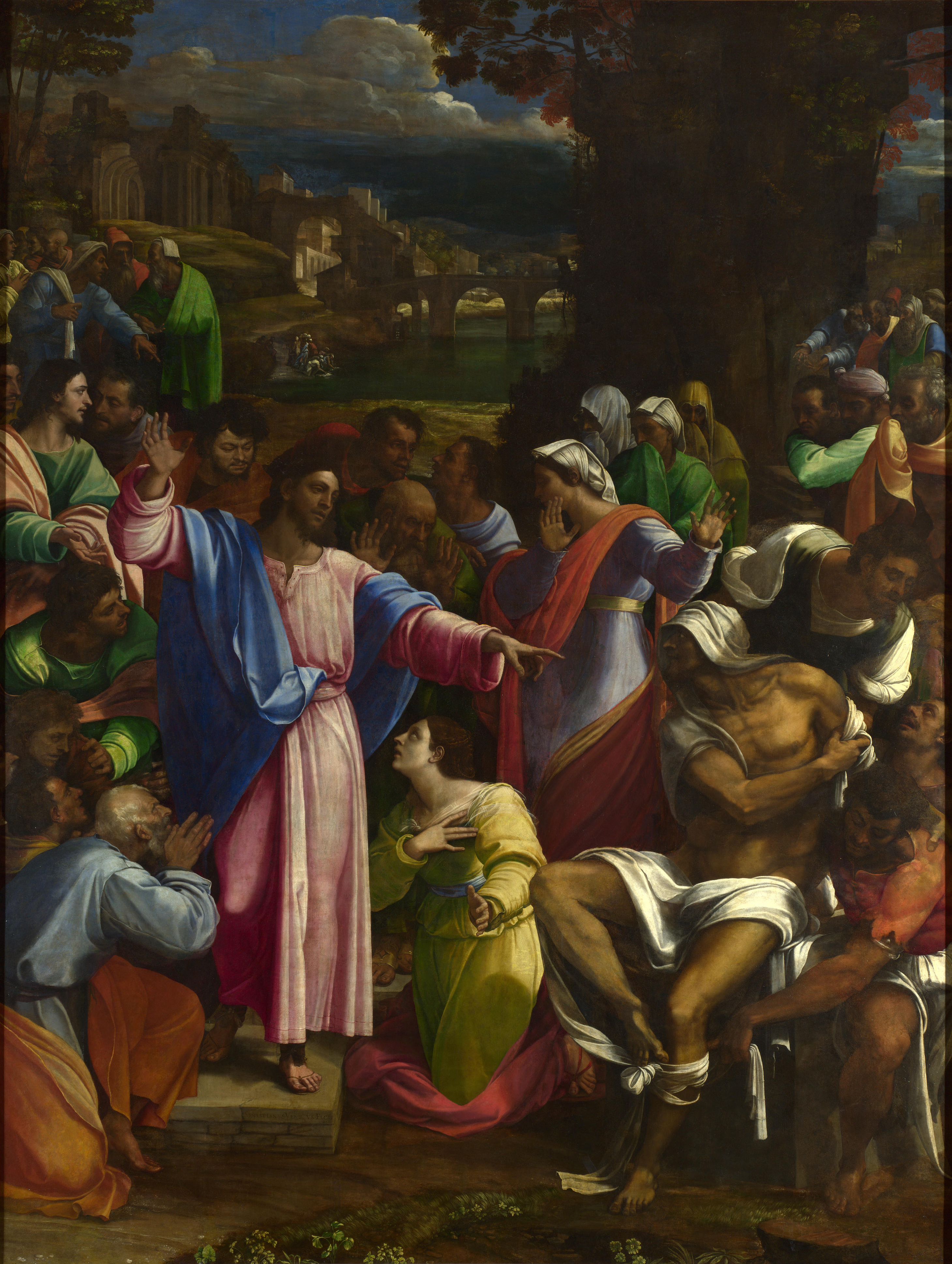
La resurrecció de Llàtzer, 1517-1519, National Gallery, Londres.

L'estil de Sebastiano i la seua reputació el van convertir en un seriós competidor de Rafael i en la seua alternativa, el que va quedar ben palès quan el cardenal Juli de Mèdici els va encarregar a finals de 1516 sengles pintures destinades a l'altar de la seua seu episcopal de Narbona: Rafael pintarà la Transfiguració i Sebastiano La resurrecció de Llàtzer (acabada l'any 1519, avui a la National Gallery de Londres).
La correspondència entre Leonardo Sellajo i Miquel Àngel ens informa d'alguns detalls de la competició: per exemple de la gran inquietud que sentia Rafael i dels seus intents, segons Buonarroti, per evitar que Sebastiano acabara la seua obra, perquè en temia la comparació. Al setembre, Miquel Àngel escriu que Sebastiano «fa miracles, de manera que des d'ara es pot dir que ha guanyat». L'autor de L'Escola d'Atenes encara no havia començat la seua taula i al juliol de 1518 Sebastiano escriu a Miquel Àngel que ha ralentit el seu treball perquè «no vull que Rafael veja la meua obra fins que ell tinga enllestida la seua». Acabada al maig de 1519, l'obra va ser exposada al palau del Vaticà per primera vegada al desembre «amb grans elogis de tots i del papa» i per segona el 12 d'abril de 1520, junt amb la incompleta Transfiguració de Rafael, el qual havia mort sis dies abans.
Pel que fa a la Resurrecció de Llàtzer escriu Vasari: «va ser pintada amb diligència grandíssima, sota ordre i dibuix en algunes parts de Miguel Ángel». La composició es desenvolupa en dos fluxos de figures disposades en diagonal i s'obri sobre un paisatge que, si bé al·ludeix a una Roma de fantasia, també recorda (amb major aspror) els paisatges giorgionescos. Algunes figures monumentals recorden a Buonarroti, mentre que l'alternança de colors freds i càlids i el sentit atmosfèric, que dona severitat a l'escena, són essencialment de Sebastiano.
Després de la mort de Rafael, Sebastiano tractarà que se li encomane la decoració de la Sala dels pontífexs al Vaticà, però sense reeixir-hi. Va acceptar l'encàrrec de completar la decoració de la capella Chigi a Santa Maria del Popolo i va iniciar l'any 1532 la Nativitat de la Mare de Déu de l'altar, però no va arribar a acabar-la. Els hereus d'Agostino Chigi van encomanar-ne a Francesco Salviati la finalització i la de la resta de la decoració de la capella.
Al desembre de 1520, Sebastiano va tenir un fill a qui va posar el nom de Luciano i del qual va ser padrí Miquel Àngel.

#### Capella Borgherini a Sant Pietro in Montorio de Roma

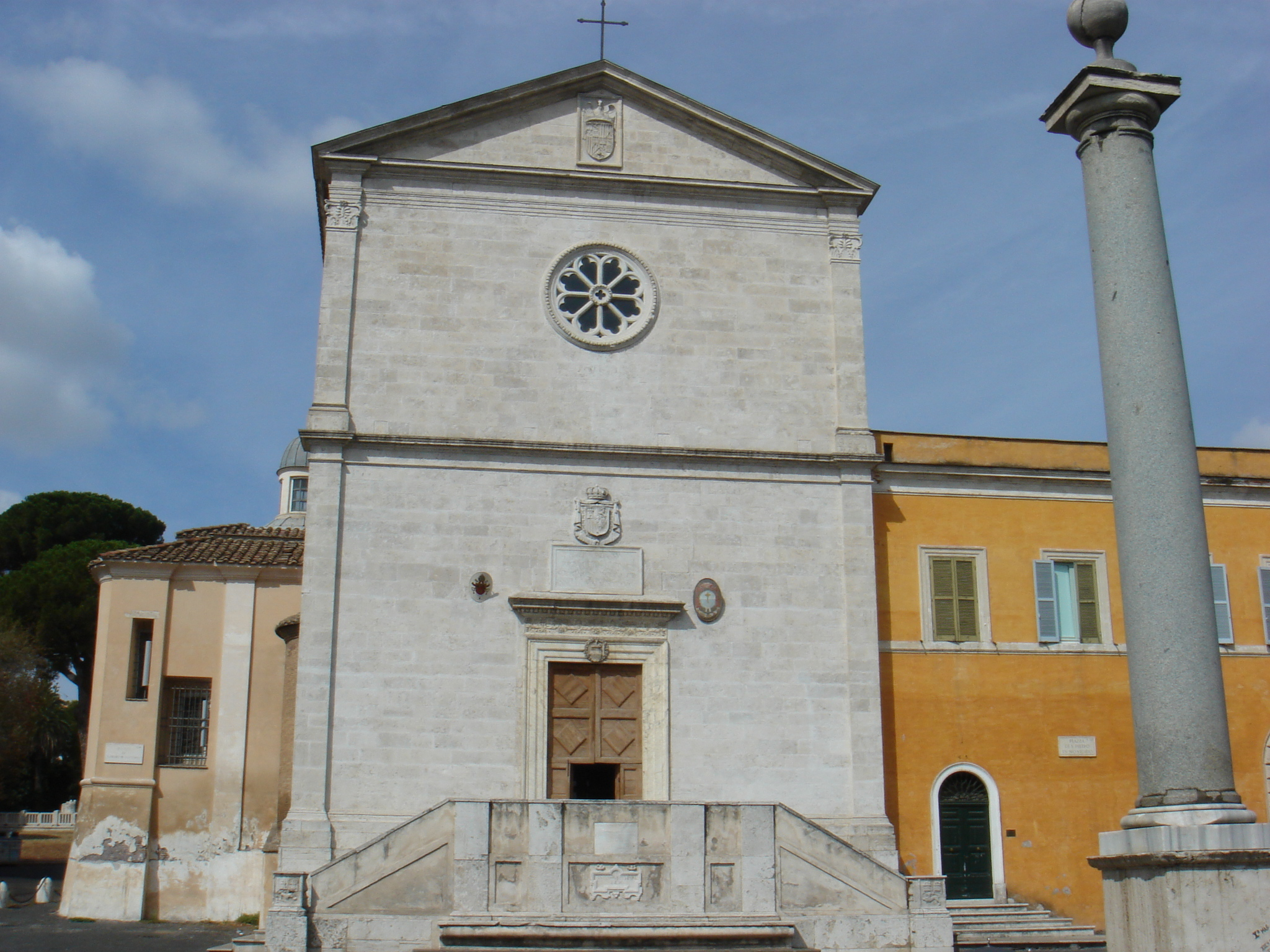
San Pietro in Montorio

El mercader Pierfrancesco Borgherini admirava la Pietat pintada per Sebastiano a Viterbo i li va encarregar al pintor decorar la seua capella a l'església de San Pietro in Montorio de Roma. El 6 de setembre de 1521 Sebastiano va comunicar a Miquel Àngel la seua intenció de pintar a l'oli el mur i li va sol·licitar ajuda. Miquel Àngel li va enviar el dibuix de Crist a la columna, que Sebastiano pintarà finalment l'any 1524 (el petit dibuix de Miquel Àngel es conserva avui dia al Museu Britànic).
Al març de 1524 la decoració de tota la capella Borgherini estava acabada. Vasari lloa a les seues Vides la gran qualitat tècnica de la pintura i l'atenció amb què Sebastiano hi va treballar.

#### Altres obres romanes (1520-1527)
De 1520 data el seu notable Martiri de Santa Àgata (Palau Pitti, Florència) i, potser, la Sagrada Família de la catedral de Burgos (llenç comprat a Roma pel canonge Gonzalo Díaz de Lerma per a instal·lar-lo a la seua capella funerària) en el qual mostra l'assimilació de l'estil monumental de Miquel Àngel i la dolçor pròpia de Rafael. L'any 1521 va concloure la Visitació (avui al Louvre). El seu protector, Juli de Mèdici, va ser elegit papa el 19 de novembre de 1523: adoptarà el nom de Climent VII.
L'any 1525 va completar la Flagel·lació de Crist de Viterbo i el Retrat d'Anton Francesco degli Albizzi Arxivat 2007-09-28 a Wayback Machine. (Museum of Fine Arts, Houston). De 1526 són els retrats d'Andreu Doria, de Climent VII i de Pietro Aretino, aquest últim molt lloat per Vasari, el qual destaca la semblança amb el model, la seua gran qualitat pictòrica i el virtuosisme de la tècnica de Sebastiano: 
| «                                | Està tan ben fet que, a més d'assemblar-se-li, és una pintura magnifiquíssima per a advertir la diferència de cinc o sis classes de negres que hi ha emprat: vellut, ras, seda, domàs i drap, i una barba negríssima sobre aquells negres, tan ben enfilada que no pot ser millor al viu i natural [...]. Misser Pietro va donar aquesta pintura a la seua pàtria, i els seus ciutadans l'han col·locada a la sala pública del seu Consell, donant així honor a la memòria del seu il·lustre ciutadà i rebent-ne no menys d'ell. | » |
| — Giorgio Vasari, Vides..., 1568 | |   |

#### Saqueig de Roma (1527)
Durant el saqueig de Roma (maig de 1527) Sebastiano es va refugiar primer al Castel Sant'Angelo; després s'ha documentat la seua presència a Orvieto (març de 1528) i al juny a Venècia, on l'11 d'agost dota la seua germana Adriana i després és testimoni en la boda del pintor Vincenzo Catena. Tornarà a Roma a finals de febrer de 1529: el seu Crist carregat amb la creu Arxivat 2008-05-29 a Wayback Machine. (Museu del Prado, Madrid) va ser pintat a finals d'aquest any. És una composició frontal, despullada, amb grans zones d'ombra, en sintonia amb el nou clima espiritual posterior al Saqueig de Roma, que caracteritzarà a la pintura sacra de l'època del Concili de Trento. L'obra va passar a les col·leccions reals espanyoles i va ser exposada al monestir de Sant Llorenç de l'Escorial, on va ser tan apreciada que, segons informa fra José de Sigüenza, es va col·locar l'original en el cor, sobre la cadira del prior, amb una intenció alliçonadora:
| «                                                                                   | Hi és un Jesucrist carregat amb la creu, tan viu i corprenedor que hom no pot contemplar-lo sense plorar. Pertany aquesta a Sebastiano del Piombo, gran company i seguidor del Buonarroti, i per ser peça de tanta estima es va posar en lloc tan insigne i tan aposta, i no sense consideració, perquè els Prelats entenguen que aquella cadira no té menor cens ni menor càrrega que la imitació d'aquell Senyor, príncep dels pastors, que va portar sobre els seus muscles la creu en què es van pagar els danys que van fer i faran totes les seues ovelles. | » |
| — Fra José de Sigüenza: Tercera part de la Història de l'orde de Sant Jeroni (1605) | |   |

D'aquesta obra es van encomanar dues còpies més que es van penjar a la sagristia i el vestíbul, de les quals també dona notícia Fra Francisco de Santos.

### Roma (2a època: 1529-1547)

#### «Fra del Piombo»
El 24 de febrer de 1531 Sebastiano va escriure a Miquel Àngel una carta en què mostra l'abatiment del seu ànim després dels successos del Saqueig de Roma. Aqueix mateix any va rebre el càrrec de piombatore pontificio (açò és, el responsable de guardar els segells de plom -piombo en italià, d'ací el seu sobrenom a partir de llavors- amb els que es marcaven les butles i les cartes apostòliques). Aquest ofici comportava l'obligació de vestir hàbit: «Si em veres de frare» —Li escriu a Miguel Ángel— «estic segur que riuries. Jo sóc el més bell fraràs de Roma, cosa que mai no hauria imaginat».

#### Enemistat amb Miquel Àngel. Últimes obres
L'any 1534 es va trencar l'amistat entre Sebastiano i Miquel Àngel.
| «                        | Anà a pintar la façana de la capella del papa, on avui dia s'hi troba el Judici de Buonarroti, i va haver-hi entre ells certa tensió, perquè Sebastiano havia persuadit al papa perquè obligara a Miquel Àngel a pintar a l'oli, mentre que aquest volia fer-ho al fresc. Llavors, sense dir ni sí ni no i dissimulant davant fra Sebastiano, Miquel Àngel va passar mesos sense posar mà a l'obra; però sent sol·licitat, finalment va dir que només la faria al fresc, i que el color de l'oli era un art de dona i de persones còmodes i peresoses, com fra Bastiano; i així es va haver de treure el morter aplicat per ordre del frare, i tot es va disposar de manera que poguera treballar al fresc i Miquel Àngel es va posar mà a l'obra, però sense oblidar la injúria que havia rebut de fra Sebastiano, al qual va odiar fins quasi la seua mort. | » |
| — Vasari, Vides..., 1568 | |   |

Normalment s'atribueix a del Piombo el Retrat del cardenal Reginald Pole, tot i que alguns historiadors importants consideren que aquesta obra pertany a Perin del Vaga atès el seu caràcter intel·lectual i rafaelesc.
Durant aquesta etapa a Roma Sebastiano accentuà l'aspecte escultòric de les seues figures (a la manera miquelangelesca) però va continuar mostrant la influència de Rafael, especialment a les figures de la Mare de Déu; com ara a la Mare de Déu del vel (Museu de Capodimonte, Nàpols), pintada per al papa Pau III i considerada una de les obres mestres de l'autor.
L'any 1539 va acabar la Pietat encarregada per Ferrante Gonzaga (cardenal de Màntua) el 1533 per a regalar-li-la a Francisco de los Cobos, secretari d'Estat del rei Carles I d'Espanya. L'obra va arribar a Espanya l'any 1540 i estava destinada al temple funerari de los Cobos que, dedicat al Salvador, es construïa a Úbeda. Les obres d'aquest temple es van prolongar fins al 1559. Durant aquest temps, l'obra va ser estudiada i molt imitada pels pintors i els escultors espanyols. Es va conservar durant molt de temps a Sevilla, a la Casa de Pilatos, fins que va ser cedida en dipòsit al Museu del Prado de Madrid.

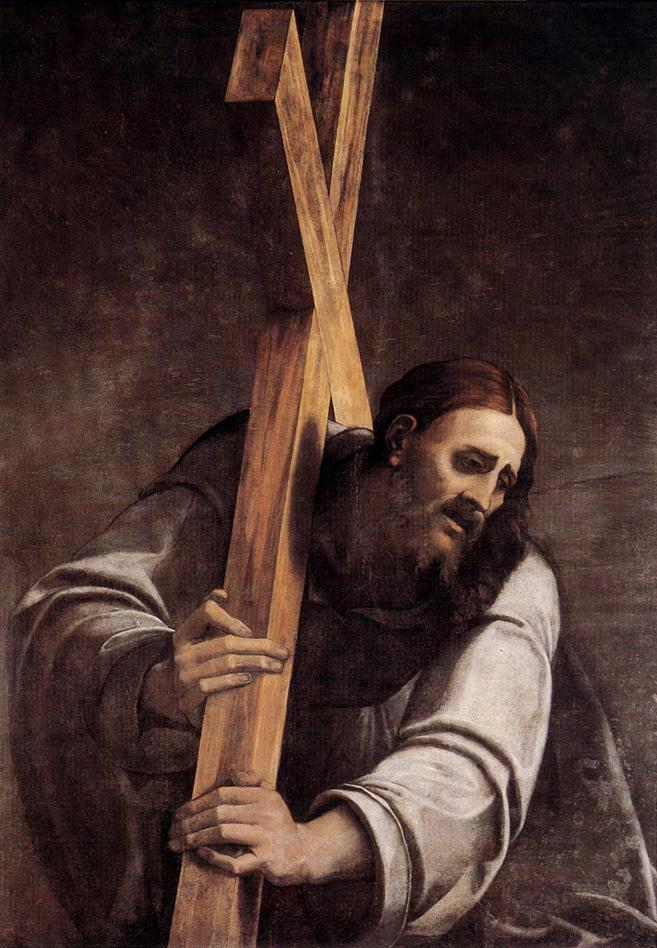
Crist carregat amb la creu de Sebastiano del Piombo, ca. 1540, Szépmuvészeti Museum, Budapest.

Al voltant de 1540 va pintar el Crist carregat amb la creu de Budapest. La figura està representada amb la major essencialitat (falta, per exemple, la corona d'espines), com intentant representar el dolor per si mateix, universal: Crist, tot un amb la creu, emergeix violentament d'un espai buit i amplificat, estenent els dits nerviosos davant de l'espectador. Per a Federico Zeri, mostra «un sentit de gravetat seca i dolorosa, una concentració sobre el tema sacre amb intencions inequívocament meditatives, que contrasta extremadament amb la lliure idealització de les seues pintures juvenils».
Durant els seus últims anys, a causa de les seues responsabilitats en la Cancelleria romana, gairebé no va pintar o, almenys, no es conserven notícies certes sobre la seua producció pictòrica (Vasari afirma que s'havia fet tan còmode que quan havia de treballar «li feia mal l'ànim infinitament»).
Sebastiano del Piombo va morir a Roma el 21 de juny de 1547.

## Influència en altres pintors
La seua influència va ser molt gran sobre la pintura manierista romana i florentina (a Florència serà Bronzino qui millor assimile l'estil del Piombo, especialment en els seus retrats).
L'obra de Sebastiano del Piombo també era coneguda i admirada a Espanya i va influir en els pintors de l'àrea valenciana, sobretot en Vicent Macip i Joan de Joanes

## La fortuna crítica
Els seus contemporanis no van tenir dubtes sobre la grandesa de del Piombo, excepte Dolce, biògraf de Ticià, que el considerava inferior a aquest. Va ser lloat per Ariosto («Bastiano […] honra a [...] Venècia»), per Michiel, per Pietro Aretino («Sebastiano, pintor meravellós»), per Biondo i, finalment, per Vasari, el qual considerava a del Piombo a l'alçada de Rafael i Ticià i, després de la mort del primer, el millor pintor de Roma (per descomptat, per darrere de Miquel Àngel, que segons el seu criteri era un artista incomparable amb cap altre i inabastable).

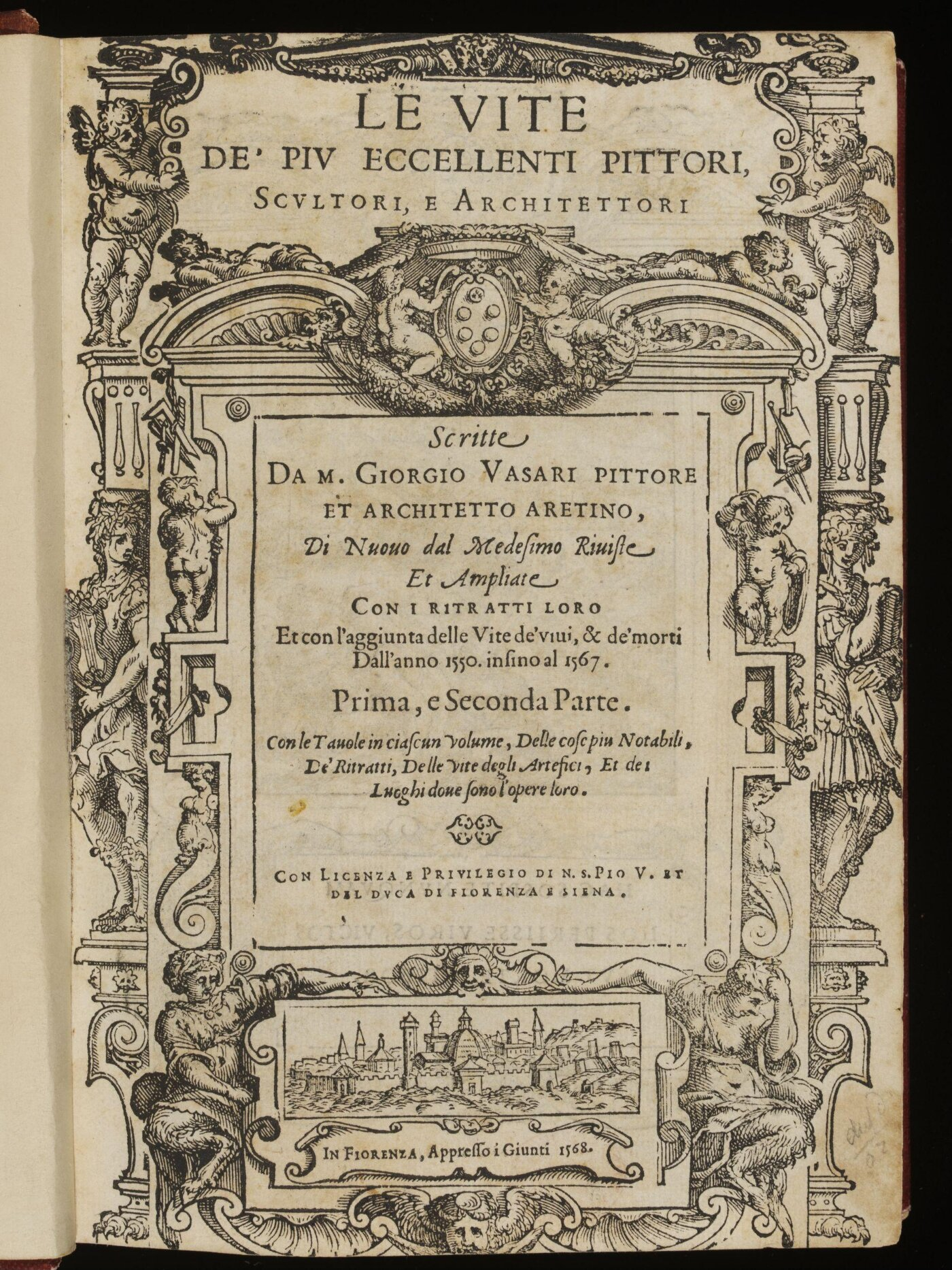
Portada de l'edició de 1568 de les Vides dels millors pintors, escultors i arquitectes de Giorgio Vasari.

Durant el segle xvii no es va escriure res significatiu sobre del Piombo. Al xviii, Zanetti va tractar sobre els orígens de Sebastiano: «No va haver-hi ningú, després de Ticià, que s'acostara més al colorit i a la força del caràcter giorgionesc que aquest pintor, qui [...], conservant la deguda mesura, va arribar a pintar molt gustosament, amb força i rellevància, sobre els vertaders camins de Giorgione, d'on li ve molt d'honor. I no només a Venècia, sinó també a Roma, on va portar aquell nou i bell mode de pintar».
Al segle xix la historiografia es professionalitza. Els crítics el consideren un eclèctic i distingeixen dues etapes a la seua obra: la veneciana (giorgionesca) i la romana (rafaelesca i miquelangelesca): «Educat a l'Escola Veneciana, poc després de la seua arribada a Roma va perdre gradualment la seua originalitat, imitant quasi servilment Buonarroti i Sanzio. La seua màxima: dibuix de Miguel Ángel i color de Ticià va ser transportada a Venècia i va arribar a ser gairebé un refrany vulgar: vegeu-lo posat sobre la porta de Tintoretto».
Al segle xx es renova l'interès per l'obra de del Piombo i per la seua personalitat. Fiocco refuta que es tracte d'un eclèctic que imitara diferents estils de manera híbrida o sense sinceritat: «va saber ser genialment i eminentment evolutiu. L'eclecticisme no era llavors una formulació retòrica. Passar de l'estil càlid i pastós venecià al dibuix precís florentí, atenuar lentament les lluminositats de les tintes per a tancar-les amb l'únic recurs del clarobscur [...], amb cert flamejat de colors, això no és propi d'un pintor sense energia o sense dots originals».
Per a Pallucchini, a del Piombo li va faltar fantasia inventiva: «Sentia la imperiosa exigència de recolzar-se en visions ja concretades per altres artistes, filtrant-les a través del tamís d'una sensibilitat crítica [...] Naturalment, el punt d'arribada s'hi troba molt lluny i és molt diferent del d'eixida».
Finalment, Zeri i Argan identifiquen en del Piombo el personatge que, servint de pont entre Rafael i Miquel Àngel, orienta l'art vers els ideals religiosos de la Contrareforma.